# Хросьле
Хросьле (пол. Chrośle, нім. Krussel) — село в Польщі, у гміні Нове-Място-Любавське Новомейського повіту Вармінсько-Мазурського воєводства.
Населення — 316 осіб (2011).

## Демографія
Демографічна структура станом на 31 березня 2011 року:
|          | Загалом | Допрацездатний вік | Працездатний вік | Постпрацездатний вік |
| -------- | ------- | ------------------ | ---------------- | -------------------- |
| Чоловіки | 155     | 34                 | 104              | 17                   |
| Жінки    | 161     | 36                 | 84               | 41                   |
| Разом    | 316     | 70                 | 188              | 58                   |